# Bruno Kittel (Musiker)
Otto Max Bruno Kittel (* 26. Mai 1870 im Forsthaus Entenbruch, Gutsbezirk Dratzig, Provinz Posen; † 10. März 1948 in Mönchengladbach) war ein deutscher Chorleiter und Violinist.

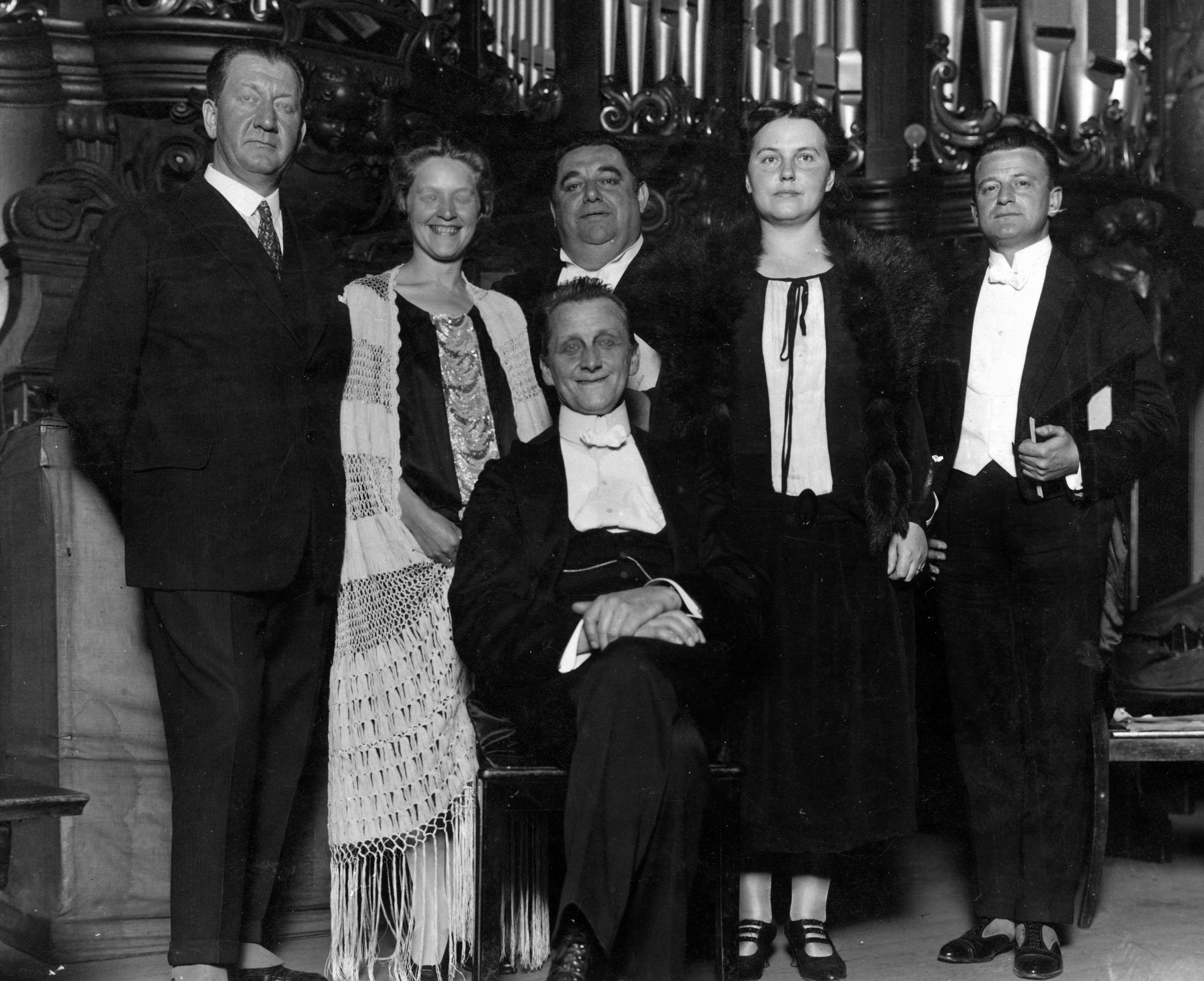
Bruno Kittel (sitzend) mit Mitgliedern einer Aufführung des Judas Maccabaeus, Berlin (16. Oktober 1926)

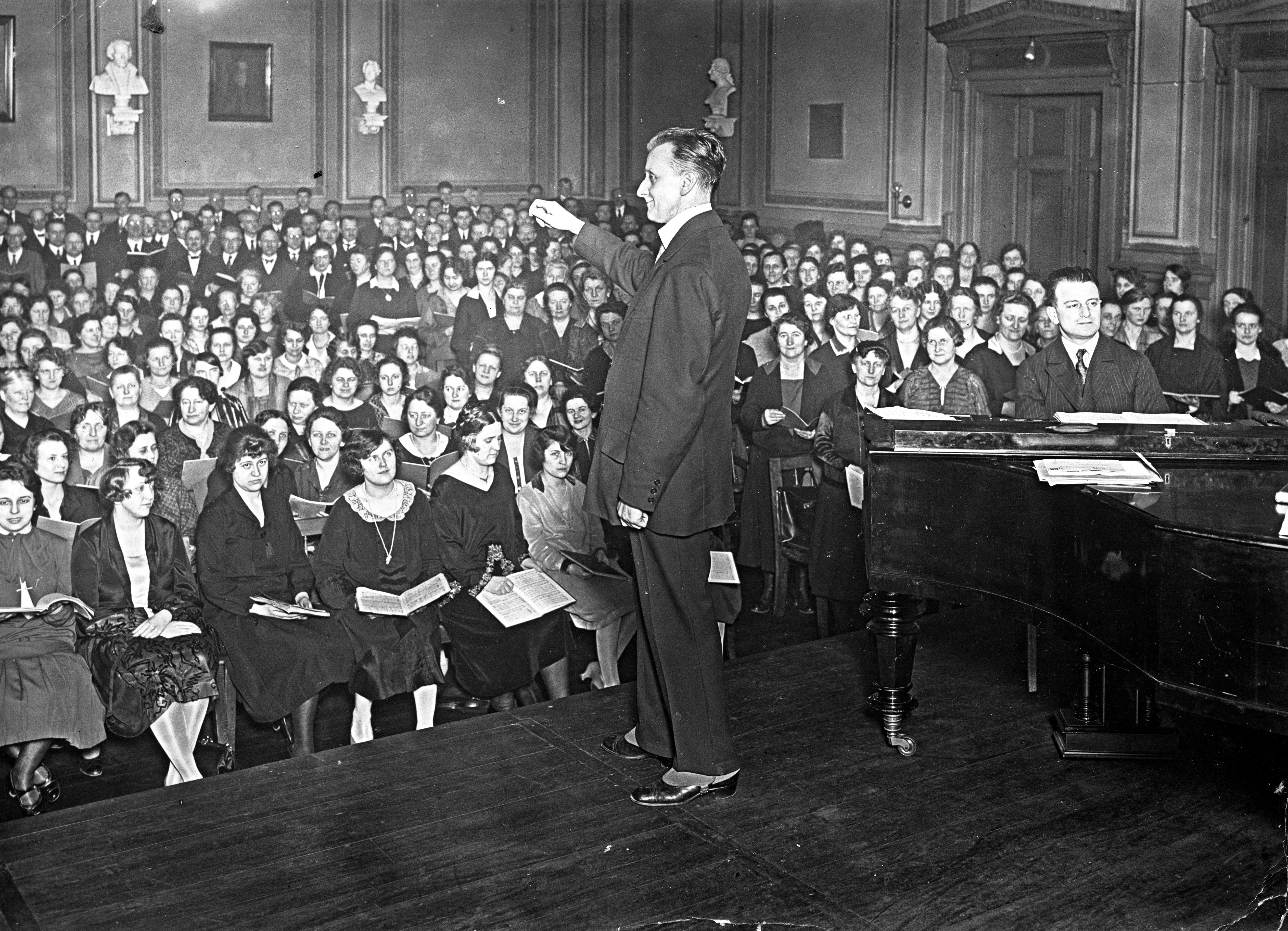
Probe des Bruno Kittelschen Chores. Bruno Kittel stehend, Werner Liebenthal sitzend am Klavier. Berlin, Charlotten-Lyzeum, Steglitzer Str. 29 (1920–1928).

## Leben
Sein Vater war der Förster Hugo Kittel (* 1824 Wituchowo, Landgemeinde Kwiltsch), seine Mutter die Pauline Kittel, geb. Knobel (* 1834 Kosten). Kittel studierte in Berlin bei Émile Sauret und Gustav Exner (Violine), bei Robert Radecke, Ludwig Bussler und Arno Kleffel (Musiktheorie und Dirigieren) sowie bei Jenny Meyer und Franz Betz (Gesang).
1896 bis 1901 arbeitete er als Geiger im Orchester der Königlichen Hofoper Berlin, 1901 bis 1907 war Kittel Dirigent des Orchesters des königlichen Schauspielhauses. 1901 gründete er in Berlin das Brandenburgische Konservatorium und leitete es bis zu seiner Schließung 1914. Der Chor des Konservatoriums wurde ab 1907 mehrfach zu Konzerten mit den Berliner Philharmonikern herangezogen.
Seine Anstellung im Jahre 1928 als Leiter des Hochschulchors der Hochschule für Musik entwickelte sich bald zum Fall Bruno Kittel: das preußische Kultusministerium verweigerte ihm, nach dem Weggang von Alexander von Zemlinsky, mit dem er sich zunächst die Leitung teilte, die Stelle ganz und unbefristet zu übertragen, obwohl die Hochschulleitung Kittel unterstützte. 1930 trat Kittel zurück.
Zum 1. Mai 1933 trat Kittel der NSDAP bei (Mitgliedsnummer 2.020.857). Im Mai 1935 erfolgte seine Berufung zum Direktor des Konservatoriums der Reichshauptstadt Berlin, dem früheren Stern’schen Konservatorium. 1936 trat er dieses Amt an und behielt es bis 1945. Am 2. November 1935 wurde Bruno Kittel mit der Goethe-Medaille für Kunst und Wissenschaft ausgezeichnet. Zum 20. April 1936 Ernennung zum Professor durch Adolf Hitler. Ab 1939 Leiter der Pflegschaft Chorleiter in der Fachschaft Musikerziehung der Reichsmusikkammer. Nach dem Krieg lebte er in Wassenberg. Kittel verstarb im Alter von 77 Jahren im Evangelischen Krankenhaus von Mönchengladbach an den Folgen eines Prostatakarzinoms.

## Bruno-Kittelscher-Chor

Bruno Kittelscher Chor mit Bruno Kittel, aufgenommen in Berlin, Singakademie, 1927

1902 gründete er den Bruno Kittelschen Chor (auch Bruno-Kittel-Chor), der sich rasch zu einer der angesehensten Chor-Vereinigungen in Europa entwickelte.
Eine der ersten Großtaten Kittels und seines Chores waren die beiden ersten Gesamtaufführungen von Felix Draesekes Mysterium Christus: am 6./13./20. Februar 1912 in Berlin und am 5./12./16. Mai 1912 in Dresden. Nach der Machtergreifung Hitlers wurde der Chor zunehmend mit repräsentativen Konzerten betreut. 1942 erfolgte die Umbenennung des Chores in Deutscher Philharmonischer Chor (Bruno-Kittel-Chor). Eine Aufführung des Requiems von Mozart im November 1944 ist das letzte nachgewiesene Konzert des Chores.

## Zitate
„Seit Jahren hatte sich in Berlin, ursprünglich aus kleinen Anfängen, noch eine weitere Chorvereinigung entwickelt, die jüngste dieser Gattung, die in dieser Zeit Bedeutung gewann. Bruno Kittel hatte zunächst nur ein paar junge Mädchen und junge Männer mit hübschen, frischen Stimmen um sich geschart, mit denen er anfänglich nur kleinere, anspruchslose Werke auf das sorgfältigste einstudierte. In verhältnismäßig kurzer Zeit entstand ein stattlicher, gemischter Chor jugendlicher, unverbrauchter Stimmen, dem man die Freude am Musizieren anmerkte. Bald konnten größere Aufgaben in Angriff genommen werden, und der ‚Kittelsche Chor‘ mit seinen strahlend reinen, vorzüglich geschulten Stimmen rückte allmählich in die vorderste Reihe der Chorvereinigungen auf. Nach dem Tode von Siegfried Ochs wurde der Kittelsche Chor häufig zur Mitwirkung in den Philharmonischen Konzerten herangezogen. Wenn Kittel auch als Orchesterdirigent nicht bedeutend war, so hat er doch als Chorerzieher Hervorragendes geleistet.“

„Bruno Kittel spielte Mozarts ‚Requiem‘ in der romantischen Tradition mit großem Chor und Orchester ein. Von den gleichzeitigen Bestrebungen Karl Straubes in Leipzig … scheint Kittel wenig beeinflusst… Dennoch beeindrucken die ‚Matthäuspassion‘ und das Mozart-‚Requiem‘ in der Interpretation Bruno Kittels. Sein Chor verschmolz zu einem einheitlichen, symphonischen Klangkörper entsprechend dem Ideal Richard Wagners, so daß Chor und Orchester eine bruchlose Einheit bilden. Sie betonen durch Langsamkeit der Tempi den großen Ernst und die Schwere von Mozarts Musik.“

## Tondokumente
- Johann Sebastian Bach: Matthäus-Passion. Mit: Tilla Briem (Sopran), Gusta Hammer (Alt), Walther Ludwig (Tenor), Hans Hermann Nissen (Bariton), Fred Drissen (Bass). Bruno Kittelscher Chor, Berliner Philharmoniker. Dirigent: Professor Bruno Kittel. Aufgenommen August und September 1942. Grammophon 67951–67968. CD: Gebhardt records JGCD 0055
- Ludwig van Beethoven: 9. Sinfonie. Mit: Lotte Leonard (Sopran), Jenny Sonnenberg (Alt), Eugen Transky (Tenor), Wilhelm Guttmann (Bass) und Bruno-Kittel-Chor. Mitglieder der Kapelle der Staats-Oper, Berlin. Dirigent: Oskar Fried. Aufgenommen 1927. Grammophon 66657 - 66663. CD: Naxos Historical 8.110929
- Ludwig van Beethoven: 9. Sinfonie. Mit: Tilla Briem (Sopran), Elisabeth Höngen (Alt), Peter Anders (Tenor), Rudolf Watzke (Bass). Bruno Kittelscher Chor. Berliner Philharmoniker. Dirigent: Wilhelm Furtwängler. Aufgenommen März 1942. Aufnahme der Reichs-Rundfunk-Gesellschaft. CD: Tahra FURT 1036/37, Pristine Classical PASC 250
- Ludwig van Beethoven: 9. Sinfonie. Mit: Erna Berger (Sopran), Gertrude Pitzinger (Alt), Helge Rosvaenge (Tenor), Rudolf Watzke (Bass). Bruno Kittelscher Chor. Berliner Philharmoniker. Dirigent: Wilhelm Furtwängler. Aufgenommen April 1942. Rundfunkmitschnitt. CD: Archipel ARPCD 0270
- Ludwig van Beethoven: Missa solemnis. Mit: Emmy Land und Lotte Leonard (Sopran), Eleanor Schlosshauer-Reynolds (Alt), Eugen Transky (Tenor), Wilhelm Guttmann und Hermann Schey (Bass); Bruno-Kittel-Chor und die Berliner Philharmoniker. Dirigent: Bruno Kittel. Aufgenommen 1927 und 1928. Grammophon 95146–95156. CD: Universal Japan. Erste vollständige Einspielung des Werkes
- Georg Friedrich Händel: Hallelujah aus Messiah. Aufgenommen 1927. Bruno-Kittel-Chor mit dem Philharmonischen Orchester, Berlin. Dirigent: Bruno Kittel. Grammophon 66896
- Georg Friedrich Händel: Hallelujah aus Messiah. Aufgenommen September 1936. Bruno Kittel'scher Chor mit großem Orchester (Mitglieder der Staatskapelle, Berlin), Leitung: Prof. Bruno Kittel. Odeon O-7913
- Wolfgang Amadeus Mozart: Requiem. Mit: Tilla Briem (Sopran), Gertrud Freimuth (Alt), Walther Ludwig (Tenor), Fred Drissen (Bass); Bruno Kittel-Chor mit den Berliner Philharmonikern. Dirigent: Professor Bruno Kittel. Aufgenommen Oktober 1941. Grammophon  67731–66739. CD: DGG 459 004-2
- Richard Strauss: Olympische Hymne. Bruno Kittelscher Chor mit großem Orchester (Mitglieder der Staatskapelle Berlin). Leitung: Professor Bruno Kittel. Aufgenommen September 1936. Odeon O-4741.